# Enicospilus flavivenae
Enicospilus flavivenae är en stekelart som först beskrevs av Girault 1925.  Enicospilus flavivenae ingår i släktet Enicospilus och familjen brokparasitsteklar. Inga underarter finns listade i Catalogue of Life.